# Tinghir (província)
A província de Tinghir é uma subdivisão da região de Souss-Massa-Drâa de Marrocos, situada na parte sul do país. Tem 13 007 km² de área e em 2004 tinha 284 277 habitantes (densidade: 21,9 hab./km²). No mesmo ano, 24% dos habitantes viviam em áreas urbanas e   76% em áreas rurais.

## Comunas
| Comuna                     | Tipo                    | População (2004) |
| -------------------------- | ----------------------- | ---------------- |
| Tinghir                    | comuna urbana (capital) | 36 388           |
| Ait El Farsi               | comuna rural            | 4 557            |
| Ait Ouassif                | comuna rural            | 7 591            |
| Ait Sedrate Jbel El Oulia  | comuna rural            | 4 059            |
| Ait Sedrate Jbel El Soufla | comuna rural            | 4 471            |
| Ait Sedrate Sahl Charkia   | comuna rural            | 13 082           |
| Ait Sedrate Sahl Gharbia   | comuna rural            | 14 864           |
| Ait Youl                   | comuna rural            | 4 466            |
| Boumalne Dadès             | comuna urbana           | 11 004           |
| Ighil N'Oumgoun            | comuna rural            | 19 182           |
| Ikniouen                   | comuna rural            | 15 738           |
| Imider                     | comuna rural            | 3 887            |
| Kelaat-M'Gouna             | comuna urbana           | 14 190           |
| M'Semrir                   | comuna rural            | 8 107            |
| Ouaklim                    | comuna rural            | 8 902            |
| Souk Lakhmis Dades         | comuna rural            | 16 387           |
| Taghzoute N'Ait Atta       | comuna rural            | 13 636           |
| Tilmi                      | comuna rural            | 10 445           |
| Toudgha El Oulia           | comuna rural            | 5 665            |
| Toudgha Essoufla           | comuna rural            | 12 844           |
| Toundoute                  | comuna rural            | 11 872           |